# ローリ大道

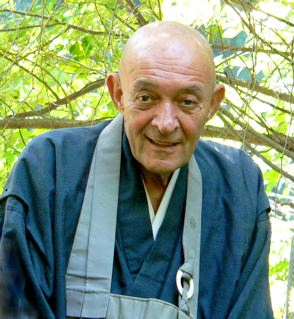
ローリ大道

ローリ大道（Loori Daido、1931年6月14日 – 2009年10月9日）は、アメリカ合衆国の臨済宗僧侶、禅マウンテンモナストリー住職。ニュージャージー州のジャージーシティ出身。
2009年10月9日、ニューヨーク州のキングストンにて肺がんにより亡くなった。78歳だった。